# Les Œufs brouillés
Ne doit pas être confondu avec Les Œufs de la brouille.
Pour plus de détails, voir Fiche technique et Distribution.
Les Œufs brouillés est un film français de Joël Santoni réalisé en 1975 et sorti en 1976.

## Synopsis
Brumaire, le directeur des relations publiques de l'Élysée, s'efforce de faire grimper la cote de son gouvernement. Il monte l'opération témoin de la nation, où un Français moyen type accompagnerait le Président dans ses activités. Le Français moyen est choisi : il se nomme Marcel Dutilleul, un modeste employé et musicien amateur.

## Fiche technique
- Réalisation : Joël Santoni, assisté de Michaël Perrotta et Laurent Ferrier
- Scénario : Jean-Claude Carrière, Jean Curtelin et Joël Santoni
- Musique : Vladimir Cosma
- Photographie : Walter Bal
- Montage : Thierry Derocles
- Décors : Jacques Dugied
- Costumes : Thérèse Ripaud (créditée Thérèse Rigaud)
- Affiche : René Ferracci (France)
- Production : Yves Gasser
- Société de production : Action Films
- Pays de production :  France
- Langue originale : français
- Genre : comédie
- Format : couleurs (Eastmancolor) - 1,66:1 - mono
- Durée : 95 minutes
- Date de sortie :
  - France : 31 mars 1976

## Distribution
- Jean Carmet : Marcel Dutilleul
- Jean-Claude Brialy : Brumaire
- Anna Karina : Clara Dutilleul
- Michael Lonsdale : le Président de la République
- Michel Peyrelon : le ministre de l’agriculture
- Marc Eyraud : le directeur de Marcel Dutilleul
- Michel Aumont : le chef de cabinet du Président
- Lionel Vitrant : le livreur
- Gabrielle Doulcet : la grand-mère
- Denise Bosc : la secrétaire d’État
- Christian de Tillière : le chauffeur de Brumaire
- Jean-Pierre Coffe : le maire du village breton
- Jean-Pierre Cassel
- Pierre Nunzi
- Albert Michel
- André Penvern
- Lucie Arnoux
- Claude Legros